# Сен-Мало-2 (кантон)
Сен-Мало-2 (фр. Saint-Malo-2) — кантон во Франции, находится в регионе Бретань, департамент Иль и Вилен. Входит в состав округа Сен-Мало.

## История
Кантон образован в результате реформы 2015 года . В его состав вошли все коммуны упраздненного кантона Динар и часть города Сен-Мало.

## Состав кантона с 22 марта 2015 года
В состав кантона входят коммуны (население по данным Национального института статистики за 2018 г.):
- Динар (10 148 чел.)
- Ла-Ришарде (2 349 чел.)
- Ле-Миниик-сюр-Ранс (1 466 чел.)
- Плёртюи (6  910чел.)
- Сен-Бриак-сюр-Мер (2 132 чел.)
- Сен-Жуан-де-Гере (2 669 чел.)
- Сен-Люнер (2 396 чел.)
- Сен-Мало (16 291 чел.) (южные кварталы)

## Политика
На президентских выборах 2022 г. жители кантона отдали в 1-м туре Эмманюэлю Макрону 37,5 % голосов против 16,6 % у Марин Ле Пен и Жана-Люка Меланшона; во 2-м туре в кантоне победил Макрон, получивший 69,7 % голосов. (2017 год. 1 тур: Эмманюэль Макрон – 28,7 %, Франсуа Фийон – 27,7 %, Жан-Люк Меланшон – 16,2 %, Марин Ле Пен – 13,4 %; 2 тур: Макрон – 76,3 %. 2012 год. 1 тур: Николя Саркози — 33,1 %, Франсуа Олланд — 28,6 %, Марин Ле Пен — 12,1 %; 2 тур: Саркози — 51,4 %).
С 2021 года кантон в Совете департамента Иль и Вилен представляют вице-мэр города Сен-Мало Селин Рош (Céline Roche) и мэр города Динар Арно Сальмон (Arnaud Salmon) (оба ― Разные правые).
|                | Кандидаты                    | Партия                   | Первый тур | Первый тур     | Второй тур | Второй тур |
| Кол-во голосов | Кандидаты                    | Партия                   | % голосов  | Кол-во голосов | % голосов  |            |
| -------------- | ---------------------------- | ------------------------ | ---------- | -------------- | ---------- | ---------- |
|                | Селин Рош Арно Сальмон       | Разные правые            | 5 514      | 41,18          | 8 421      | 63,14      |
|                | Венсан Буш Вероник Кергелен  | Левый блок ― Зелёные     | 2 661      | 19,87          | 4 916      | 36,86      |
|                | Дилан Лемуэн Кристин Ренар   | Национальное объединение | 1 893      | 14,14          |            |            |
|                | Жан-Паскаль Гайян Софи Гийон | Разные правые            | 1 493      | 11,15          |            |            |
|                | Коэн Вессер Патрисия Гильбер | Коммунистическая партия  | 1 197      | 8,94           |            |            |
|                | Аньес Помон Ронан Прижан     | Разные левые             | 633        | 4,73           |            |            |

|                | Кандидаты                 | Партия             | Первый тур | Первый тур     | Второй тур | Второй тур |
| Кол-во голосов | Кандидаты                 | Партия             | % голосов  | Кол-во голосов | % голосов  |            |
| -------------- | ------------------------- | ------------------ | ---------- | -------------- | ---------- | ---------- |
|                | Николя Беллуар Софи Гийон | Правый блок        | 6 711      | 38,23          | 9 037      | 53,00      |
|                | Мишель Пануэ Кристин Эрве | Разные левые       | 7 124      | 40,58          | 8 013      | 47,00      |
|                | Аделаида Ледюк Лоик Пари  | Национальный фронт | 3 720      | 21,19          |            |            |